# Fairbanks Ranch (California)
Fairbanks Ranch es un lugar designado por el censo en el Condado de San Diego, California, Estados Unidos. En el 2000 tenía una población de 2.244 habitantes y una densidad poblacional de 167,3 personas por km².

## Geografía
Fairbanks Ranch se encuentra ubicado en las coordenadas 32°59′45″N 117°10′59″O / 32.99583, -117.18306 (32.995786, -117.183106). Según la Oficina del Censo, la ciudad tiene un área total de 13,4 km², de la cual 13,4 km² es tierra y 0,19% es agua.

## Demografía
Según la Oficina del Censo, en el año 2000 los ingresos medios por hogar y por familia en la localidad eran de $200.000. Los hombres tenían unos ingresos medios de $100.000 frente a los $36.591 para las mujeres. La renta per cápita para la localidad era de $94.150. Alrededor del 3,0% de la población estaba por debajo del umbral de la pobreza.